# Droit de propriété en France
 (octobre 2023).
Le droit de propriété est défini par le code civil français comme :
« le droit de jouir et disposer des choses de la manière la plus absolue pourvu qu'on n'en fasse pas un usage prohibé par la loi ou les règlements. »
— Article 544 du Code civil
Il s'agit d'un droit naturel garanti par la Constitution. Il figure explicitement dans la déclaration des droits de l'homme et du citoyen de 1789 comme l'un des quatre « droits naturels et imprescriptibles de l'homme ».

## Les protections du droit de propriété
Le droit de propriété bénéficie d'une protection particulière en droit français, puisqu'il est visé dans la déclaration des droits de l'homme, qui a valeur constitutionnelle : « La propriété étant un droit inviolable et sacré, nul ne peut en être privé, si ce n'est lorsque la nécessité publique, légalement constatée, l'exige évidemment, et sous la condition d'une juste et préalable indemnité. »
Il fait également l'objet d'une protection particulière aux termes de l'article 1er du premier protocole additionnel à la Convention européenne des droits de l'homme, dont la violation peut être sanctionnée par la Cour européenne des droits de l'homme.
Aussi le législateur a prévu que chaque détenteur de droits réels peut avoir un ou plusieurs gardes particuliers pour constater par procès-verbal les délits et contraventions qui portent atteinte aux propriétés dont ils ont la charge (art. 29 du CPP source SIGP31).

## Les limites au droit de propriété

### Droit absolu?
De la Révolution, jusqu'au milieu du XXe siècle le droit de propriété était un droit absolu, en vertu de l'article 17 de la déclaration des droits de l'homme et du citoyen de 1789 selon lequel c'est un droit « inviolable et sacré ». L'intérêt particulier du propriétaire a reculé devant l'intérêt social. La loi et la jurisprudence en ont fait un droit relatif. Ses restrictions sont soit législatives soit jurisprudentielles (ex. : art.671 à 682…).

### Droit total et exclusif?
Le propriétaire est en principe le seul à exercer le droit de propriété sur la chose. Le caractère total et exclusif subit de nombreuses atteintes, ainsi, lorsqu'un droit d'usufruit grève un bien, le propriétaire ne possède que la nue-propriété. Il existe aussi des servitudes comme le droit de passage en cas d'enclaves. La servitude grève l'immeuble (fond servant) au profit du fond dominant. Le propriétaire du fond dominant peut donc accomplir certains actes d'utilisation du fond servant.
- Les limites légales pour l'intérêt collectif : la loi peut imposer, en raison de l'intérêt général, des restrictions au propriétaire (exemples : les règlements d'urbanisme, le droit de l'environnement, le contrôle des loyers…).
- Les limites conventionnelles : des copropriétaires peuvent accepter de limiter leur droit de propriété respectifs.
- Les rapports de voisinage : envisagé par les tribunaux qui distinguent l'abus du droit de propriété (exemple : propriétaire transformant délibérément son bien en source de désagrément pour ses voisins, par herbes folles, insectes, odeurs…) des désagréments normaux du voisinage (exemple : les odeurs de barbecue).
- Limitation du droit par rapport à un autre droit; Le Code de la propriété intellectuelle protège les auteurs d'œuvres intellectuelles et limite le droit de propriété du possesseur du bien support de ces œuvres.
- La procédure d'expropriation pour cause d'utilité publique ou de nationalisation peut forcer un particulier à céder son droit de propriété à l'État, à une collectivité publique ou à un organisme privé chargé d'une mission de service public.

Il convient de souligner que le Conseil Constitutionnel a estimé que les titulaires du droit de propriété pouvaient être aussi bien des personnes physiques, que des personnes morales (DC, 1986, CC, « Privatisation », 1986).
Le juge constitutionnel en arrivera également à considérer en 1986 que la propriété publique est tout autant concernée par la protection reconnue à la propriété.

## Les démembrements du droit de propriété
Le droit de propriété est classiquement défini comme comprenant trois attributs fondamentaux, issus du droit romain :
- l'usus, droit d'utiliser un bien (exemple : j'achète un ventilateur j'ai le droit de l'utiliser quand je veux) ;
- le fructus, droit de produire à partir de ce bien (exemple : j'achète une chienne, j'ai le droit de la faire se reproduire pour avoir des chiots) ;
- l'abusus, droit de transformer ce bien (exemple : j'achète de la farine, je peux la transformer en pain).

Les deux premières subdivisions, lorsqu'elles ne sont pas accompagnées de la troisième, constituent l'usufruit, droit réel qui confère à son titulaire le droit d'utiliser et de percevoir les revenus et les biens qui appartiennent à une autre personne. Ce droit est précaire car il prend fin à la mort de l'usufruitier.
L'abusus non accompagné d'usus et de fructus est aussi appelé « nue propriété ».